# Kenkeme
A Kenkeme, Kengkeme (oroszul: Кэнкэмэ, Кенгкеме) folyó Oroszország ázsiai részén, Jakutföldön, a Léna bal oldali mellékfolyója.
Jakut nevének jelentése: киенг – széles, киме – katlan, medence.

## Földrajz
Hossza: kb. 589 km, vízgyűjtő területe: 10 000 km².
Két forrásága: az Iagasz-Ijábit (Ыагас-Ыябыт) és az Oljong-Jurjage (Олёнг-Юряге, Ёлёнг-Юрэгэ,) egyesülésével keletkezik a Léna-felföld északi szélén. Kezdetben délkelet, kelet felé folyik, majd észak felé fordul, és a Középső-Léna völgyével nagyjából párhuzamosan halad, alsó folyásán a Közép-jakut-alföldön. Az Aldan torkolatától nyugatra ömlik a Lénába, mely itt kb. 4 km széles.
Jelentősebb bal oldali mellékfolyója a Csakija (168 km).